# Nafferton
Nafferton – wieś w Anglii, w hrabstwie East Riding of Yorkshire. Leży 31 km na północ od miasta Hull i 280 km na północ od Londynu. W 2001 miejscowość liczyła 2184 mieszkańców.